# Methuen
Methuen is een plaats (city) in de Amerikaanse staat Massachusetts, en valt bestuurlijk gezien onder Essex County.

## Demografie
Bij de volkstelling in 2000 werd het aantal inwoners vastgesteld op 43.789.
In 2006 is het aantal inwoners door het United States Census Bureau geschat op 44.259, een stijging van 470 (1.1%).

## Geografie
Volgens het United States Census Bureau beslaat de plaats een oppervlakte van
59,8 km², waarvan 58,0 km² land en 1,8 km² water.

## Geboren
- Elias James Corey (1928), organische chemicus en Nobelprijswinnaar (1990)
- Brian Farley (1960), honkballer die in 2011 als coach van Nederland wereldkampioen werd

## Plaatsen in de nabije omgeving
De onderstaande figuur toont nabijgelegen plaatsen in een straal van 20 km rond Methuen.